# Гімпаць (Джурджу)
Гімпаць, Гімпаці (рум. Ghimpați) — село у повіті Джурджу в Румунії. Входить до складу комуни Гімпаць.
Село розташоване на відстані 35 км на південний захід від Бухареста, 36 км на північний захід від Джурджу.

## Населення
За даними перепису населення 2002 року у селі проживали 2557 осіб.
Національний склад населення села:
| Національність | Кількість осіб | Відсоток |
| -------------- | -------------- | -------- |
| румуни         | 2361           | 92,3%    |
| цигани         | 196            | 7,7%     |

Рідною мовою назвали:
| Мова      | Кількість осіб | Відсоток |
| --------- | -------------- | -------- |
| румунська | 2541           | 99,4%    |
| циганська | 16             | 0,6%     |